# Джанго Сіссоко
Джанго Сіссоко (фр. Django Cissoko; 1948 — 4 квітня 2022) — малійський політик та державний службовець. Міністр юстиції з 1984 по 1988 рік, Генеральний секретар президентської адміністрації з 1988 по 1991 і з 2008 по 2011 рік. Омбудсмен в 2011 — 2012 роках.
Після затримання і відставки прем'єр-міністра Модібо Діарра виконувач обов'язків президента Малі Діонкунда Траоре назначив Сіссоко на звільнену посаду.